# Nunton
Nunton – wieś w Anglii, w hrabstwie Wiltshire. Leży 5 km na południe od miasta Salisbury i 127 km na południowy zachód od Londynu.